# 苺ましまろ
『苺ましまろ』（いちごましまろ）は、ばらスィーによる日本の漫画、およびそれを原作としたアニメ、ゲーム作品。『月刊コミック電撃大王』（KADOKAWA）において2001年から連載されている。2013年3月時点でコミックス累計発行部数は約165万部を記録している。
2005年7月から10月までテレビアニメが放送されたほか、同年8月にはゲーム化もされた。2007年2月から4月まで第1期のOVAが全3巻で発売され、2009年1月から3月まで第2期のOVAが全2巻で発売された。
キャッチコピーは「かわいいは、正義!」。

## 概要
主な登場人物は11歳から16歳までの少女5人。一話完結形式で、特になんてことはない普通の日常に見えて実は目一杯シュールな世界を描く。ローティーンの女の子の仕草やファッションなどが詳細に描かれている点が特徴的。作中の小学生はランドセルではなく、ショルダーバッグなど普通のバッグで学校に通っている。キャッチコピーの「かわいいは、正義!」は、英語圏では「Cute is as Cute Does!」である。
なお、作品序盤以降はギャグの要素が相当に色濃くなっているが、その土台は変わっていない。
水野透子の漫画に『苺ましゅまろ』（松文館刊）という題のものがあるが、本作とは無関係である。
4巻以降連載や単行本の刊行ペースが非常に遅く、それを登場人物達にツッコまれた作者のばらスィーは「子供を描ければそれでいい」と半ば開き直った事を後書きに書いている。

## 舞台設定
作品の舞台は作者の出身地でもある静岡県浜松市であり、同市に実在する建物・風景（JR浜松駅、佐鳴湖など）がよく描かれ、お祭りなどの地域行事もネタに取り入れられている。アニメ版においても同様で、担当スタッフが現地取材を行っている。また、原作中の地名表記等から主要登場人物は浜松市中区（現・中央区）に居住している設定であることが明らかとなっている。
登場人物の通う学校や作中に登場する地名はいずれも浜松市内に実在していることから、ファンが「聖地巡礼」と称して現地を訪れていたが、地元住民が迷惑を受けているとして電撃大王2006年3月号誌上で「このような行為は控えていただきたくお願い申し上げます」との告知が出された。2011年3月から5月末まで期間限定で、浜松市のスタータクシーグループがキャラクターを車体に描いた「萌えタク」と称するタクシーの運行と萌えタクを使って作中に登場する舞台を回る観光ツアーを行った。

## 登場人物

### 主要キャラクター
前節の通り主要登場人物は浜松市在住の設定ではあるが、普段はどの人物も遠州弁などの方言は用いず共通語で会話をしている。ただし伊藤千佳・松岡美羽の2人は「ボケとツッコミ」のやりとりにおいては関西弁を話すことが多い。また、一度だけながら美羽が名古屋弁を使うシーンがあった他、連載初期においては会話が全体的に関西弁と東京弁が混在した口調で作られていた。
伊藤 伸恵（いとう のぶえ）
声 - 生天目仁美
原作では16歳の高校1年生、アニメ・ゲームでは20歳の短大生（設定年齢の違いは後述）。10月17日生まれ。血液型はA型。
連載当初は金髪のロングヘアだったが、途中より黒く染め、髪型もセミロングに変化した。千佳、美羽、茉莉からは「お姉ちゃん」、アナからは「お姉様」と呼ばれている。また、ごく初期では千佳と美羽から「伸姉」と呼ばれていた。
アニメとゲームで年齢が変更されている理由は、喫煙・飲酒・無免許運転など、放送コード上、未成年者としては問題のある行為が多いためと思われ、それに合わせてアニメ版では持っている運転免許も普通自動車免許に変更されている。実際、アニメの一番初めの部分でも原作と同じ年齢を伸恵自信が発しているが、それが嘘であることが明白となっている。
ずぼらな性格で生活習慣もだらしないが、面倒見が良く同年代の友人からもボスと認識される姉御肌で、実妹の千佳以外の3人（美羽・茉莉・アナ）からも姉のように慕われている。女性少女愛の傾向があり、特にアナと茉莉をかわいがり事あるごとにキスをせがんでいる。アニメ版においては、猫耳帽子と猫の尻尾のようなアクセサリーや、子供サイズの白衣と看護婦の衣装を複数所有しているなど嗜好がかなりエスカレートしているように描かれている。逆に美羽と千佳の扱いはぞんざいであり、美羽のボケに対しては容赦なく鉄拳制裁を加え、千佳にまで飛び火することもある。ただし、美羽と悪ノリして一緒にボケる場面も多い。
酒と煙草が好きで、酒は麒麟淡麗〈生〉（アニメ版ではハイネケンがモチーフの緑色の缶ビール）を愛飲し、昼間や入浴中であっても飲んでいる。煙草も禁煙を試みたが失敗している。吸っている銘柄はマイルドセブンライトで、アニメでは名称がそれのパロディとなっている。しかし、やはりコンプライアンス的に問題があるためか現在はそれらの描写は全くと言っていいほど見られなくなり、閻魔役に扮した時など架空の設定上でのみ名残が見られる程度となっている。
いつも金欠に陥っており妹から強引に借金しようとする場面が多く、作中ではメイド服を着てファミレスのアルバイトをしたことがあったが、やってきた美羽の嫌がらせに逆上し、店内で大暴れして辞めることになった。
またコンビニでアルバイトをしようと思ったが、美羽にいたずら書きされた履歴書を気づかずに持っていったことで不採用になったと思われる。
授業中の喫煙・早弁・熟睡は当たり前で勝手に早退したり等、授業態度はすこぶる悪く、クラスメイトからも怖がられているため浮いた話は全くない。さらに中一レベルの数学の参考書を開いて「難しい」と評するなど、勉強は好きでも得意でもない。
苦手な食べ物はナス。
伊藤 千佳（いとう ちか）
声 - 千葉紗子
12歳の小学6年生。5月11日生まれ。身長145cm、体重35kg（アニメ版）。血液型はA型。伸恵の妹。
連載初期は単なるショートカットだったが、現在は髪留めの玉で右側の髪を結んでいる。アニメ版を見る限り、髪留めの玉は多数所持している模様。また、初期は眼鏡を掛けていることもあった。伸恵からは「ちぃ」(ただし時々「千佳」と呼ぶこともある)、美羽からは「ちぃちゃん」、茉莉からは「ちかちゃん」、アナからは「千佳さん」と呼ばれている。
5人のメインキャラの中では、一番の常識人でしっかり者。姉の少女愛趣味もある程度理解しており、是認するわけでもないが特に批判も干渉もしない。だが良識派の性格ゆえに美羽や伸恵に振り回されることが多く、怒ると伸恵に似て言葉遣いと行動が乱暴になる。そのため作中では専らツッコミ役ではあるが、たまに美羽の放つネタがツボにはまり、震えながら必死に笑いをこらえることがある。
幼馴染の美羽とは腐れ縁といった仲。日々ボケまくる美羽の相手に手を焼いているといった様子であるが、千佳自身もツッコミ癖が染みついてしまっており、ツッコミができない状況（ツッコまないと断言したり、美羽が真面目化したり等）では逆に苦悶の表情を浮かべている。また、なんだかんだ言っても一番の親友であり、美羽がバク転を失敗し意識を失ったときには号泣して抱き着いたり、美羽に好意を向けられると照れ隠しの表情を浮かべたりもする。
菓子作りが得意で、よくレシピを研究して振舞っており、皆の評価は抜群である。宿題などやるべきことは先にきちんと済ませるタイプで、よく美羽に宿題の写しをせがまれている。あまりオシャレに気配りをする様子はなく、朝起きてから鏡をチェックすることもほとんどない。その上服装も年齢相応のものが多いことから、伸恵には「くそまじめ」「特徴がないのが特徴」と言われている。
ペットとして「さたけ」という名前の犬を飼っている。アニメ版では、屋台の金魚すくいで掬った金魚を2匹飼うようになる。名前は伸恵命名の「リチャード」と「ジェームス」。基本的に好き嫌いはないが、パセリは苦手。
松岡 美羽（まつおか みう）
声 - 折笠富美子
千佳の同級生で、同じく12歳の小学6年生。9月8日生まれ。身長144cm。血液型はB型。
伸恵からは「美羽」、千佳からは「みっちゃん」（ごく初期のみ「みっちん」）、茉莉からは「みうちゃん」、アナからは「みうさん」と呼ばれている。自宅は伊藤家の隣で、いつも屋根を渡って千佳の部屋に直接やって来る。この作品の笑いを成り立たせる上で欠かせないボケをほとんど一人で担っているといった立場である。
基本的に、突然トンチンカンな言動やボケを繰り返すトラブルメーカーであるため、悪ふざけが度を超すと伸恵や千佳の怒りを買い、たびたび鉄拳制裁を受けたり、仲間外れにされたりする。周囲からの評価も「うるさい」「邪魔」「じっとしていてほしい」「いじわる」と散々なものだが、本人は全く意に介していない。しかし一人っ子のためか根は寂しがり屋で、頻繁に茉莉とアナをかわいがる伸恵に対してやきもちを焼き感情を爆発させて号泣してしまったこともある。特に幼馴染の千佳には恋愛感情に近いほど友情を超えて依存しており、千佳が不在になったりラブレターをもらい男子に取られそうになった際にはボロボロと泣き出してしまう程。また、自分へのツッコミ役として「唯一無二の相方」と捉えており、自分のボケで千佳がツボにハマってくれた時が至福の時であるらしい。
パンツを他人に見られても全然平気らしく、全く隠そうとしないため作中ではパンチラの頻度が最も高い。松岡家と伊藤家の風呂の機械が同時に故障して銭湯へ行った際にパンツを頭に被り一糸まとわない姿で登場した事もある。一方で胸に関するコンプレックスが強い。一見勢いだけで生きているように見えるが、笑いを取るためにシュールな絵や漫画を描いたり、ほとんど即興で本を書いたり、体育の授業でファウルボールを茉莉やアナのいる5年2組の教室に叩き込んだりと、多芸多才な実力を持つ。また、笑いをとるためのコスプレや小道具も数多く持っており、なぜそんな物を持っているのかとツッコまれるような物まで平然と持ち込んでくる。小学生とは思えないほどボキャブラリーは豊富で、伸恵の影響か時々千佳に過剰なスキンシップを取ることもあるが、いずれもほとんどの場合において意味を正確に理解していない。連載当初は髪についての設定が一貫しておらず、ショートヘア、ダブルシニヨンなどを得て、現在はツインテールに定着した。また当初は物語開始以降に黒髪を茶髪に染めたとされていたが、後に掲載された過去の回想シーンでは6歳（アニメ版では3歳）の時点ですでに髪の色が茶色だった。 夢はアイドル。 千佳とは対照的にファッションには気を配りオシャレを自負している。作中でバク転の失敗などにより2度も臨死体験を経験している。

桜木 茉莉（さくらぎ まつり）
声 - 川澄綾子
伊藤家の近所に住む11歳の小学5年生。1月25日生まれ。血液型はO型。伸恵、千佳、美羽からは「茉莉ちゃん」、アナからは「茉莉さん」（アニメでは「茉莉ちゃん」）と呼ばれている。
髪型は普通のセミロングだが、灰色もしくは銀色がかった白髪に、毛先だけ黒という不思議な毛色が特徴で、本人はコンプレックスにしている。裸眼では数十センチ先に落としたものを拾えない、相手の体を触らなければ目の前の人がだれかを判別できないなど極度の近眼であり、常時眼鏡を着用。
純真無垢な性格で、実年齢より幼い言動がしばしば見られる。サンタクロースの存在を信じていたり、絵本を愛読しているなど、メルヘンチックな少女。ナイーブなところがあり、気弱かつ泣き虫。人の言うことをすぐ信じてしまうため、美羽にからかわれたり、振り回されることがほかのメンバーと比べて特に多い。また、体力があまりない上に、運動神経も鈍いドジっ娘で、自転車は未だに補助輪付き。アナには「あたしがいなくなっただけでも学校で生活できなさそう」と言われてしまうくらいドジでか弱い。
転入してきたアナが日本語を話せる（英語を話せない）事実を最初に知ってしまい、それをきっかけに彼女と親しくなる。運動が苦手な反面、勉強は得意なようで、アナに頼まれて一緒に英語の勉強をしているうちに、今ではアナより英語が上手になり、外国人に道を訪ねられた時もすらすら答えて、全く対応できなかったアナを凹ませた。ペットとして「ジョン」という名前のフェレットを飼っている。
美羽とは対照的に連載初期から容姿がほとんど変わっていないが、初登場話（単行本未収録）のみ苗字が「桜井」であり、強気な性格で美羽に辛辣な言葉をかける毒舌キャラになっているなど性格が大きく異なっていた。
アナ・コッポラ（Ana Coppola）
声 - 能登麻美子
日本に移住して5年になる英国人。11歳の小学5年生。6月18日生まれ。血液型はAB型。
作品途中（原作では第11話、アニメでは第2話）より転校してきた茉莉のクラスメイト。桜木家の近くにある豪邸で、父（声：三宅健太）と母（声：皆川純子）との三人暮らし。「～ですわ」といったお嬢様口調で話すのが特徴。
イギリス人ではあるが、日本での生活が長く、日本食が好きで、日本文化に誰よりも精通しており、日本語が達者な生粋の日本通。しかし本人は英国人でいたがっている。英語をほとんど忘れてしまっていることと、「コッポラ」というファミリーネームにコンプレックスを抱いている。転校してきた頃は英語が話せないこと、日本語が話せること、苗字が「コッポラ」であることを隠していたが、すぐに千佳達にばれてしまい、アニメでは美羽に「穴骨洞」などと当て字をされたりもした。学校生活では何事につけても、ドジでか弱い茉莉のフォロー役で、ほぼ全面的に世話をしているが、登場当初は前述のとおり日本語を話せることを隠していたためアナもまた茉莉を介さなければクラスメイトとコミュニケーションできなかった。しかし、やはり無理があったのかすぐに学校でも普通に日本語で話すようになる。英語を話せるという設定を真実にするため茉莉に英語の勉強に付き合ってもらっているが、茉莉の方が飲み込みが早くアナはなかなか覚えられないため、茉莉の英会話能力だけが一方的に上昇してしまっている。
家は裕福で一部屋まるごとのドレスルームを持っており、オシャレを自負する美羽を凹ませた。それだけではなく、アニメでは家族や親戚と一緒に軽井沢のセカンドハウスに行っていたことまである。ペットとして「フルシアンテ」という名の大型犬を飼っている。トマトとブロッコリーが苦手。若干胸が膨らみ始めており、美羽から一方的にひがまれている。
登場当初は「良家のお嬢様」のステレオタイプに近い設定で、口調・性格ともに高飛車に描写されていたが、現在では普段の性格はおしとやかといった印象になっている。しかしその印象とは裏腹に怒ると暴力的な面が度々見られ、美羽が怒らせた際には学年が上であれど引っ叩いたり投げ飛ばしたり回し蹴りを浴びせ、王様ゲームで命令された際には拒絶しながらも伸恵の尻に思い切り蹴りを入れる等遠慮がなく、その見た目とのギャップが笑いを誘っている。また、文化の違いをネタにした天然ボケが出たりなど、美羽とは違ったボケ役の一面もある。

### その他のキャラクター
笹塚（ささづか）
声 - 皆川純子
茉莉とアナの同級生。下の名前は不明。
何も悪くないにも拘わらず、担任から毎日、理不尽極まりない理由で廊下に立たされる気の毒な男子。それだけにとどまらず、アナの夢の中でパシリにされる、美羽のいたずらの濡れ衣を着せられて自宅謹慎させられる、単行本の書き下ろしイラストで一人だけ顔を映してもらえないなど、登場すると毎回のように悲惨な目に遭っている。
ビー玉集めが趣味で、千佳の髪留めの玉を見つめていたところ、アナに「笹塚が千佳に好意を寄せている」と勘違いされ、わけも分からず千佳にラブレターを書かされた。
ゲームでは、プレイヤーである主人公と5人の主要メンバー以外に登場する唯一の人物。
5-2担任
声 - 近藤孝行
茉莉、アナ、笹塚の担任教師。男性。
なぜか笹塚に対する当たりが強く、ことあるごとに「笹塚、廊下に立ってろ」と言って、彼を廊下に立たせる。常に無表情で普段から眼鏡を掛けているが、時々サングラスを着用する。
アナが笹塚と千佳を結ばせようと彼に相談した際は、「笹塚を男にしてやるか」と静かに意気込み、千佳の前に陽気なラッパー風の不審者を装って現れ笹塚に自分を撃退させようとした。しかし全てアナの勘違いであり、ただの不審者として通報され警察に連行されてしまった。
テレビアニメの最終回では、笹塚が廊下に立たされることを拒んだ際に、彼の方が大人しく廊下に立っていた。
6-2担任
声 - 生天目仁美
千佳、美羽の担任教師。女性。
眼鏡を掛けている、クールな性格であるなど5-2担任と似た部分が多い。美羽が授業中に意味不明な行動を取ると、伸恵並みにきつい口調でツッコミを入れたり、廊下に立たせたりしている。そもそもボケるのが分かっているのになぜ美羽に当てるのか、と千佳に突っ込まれたことがある。
おじいさん
声 - 長島雄一
千佳達の通学路の辺にある文房具屋（あるいは駄菓子屋）「明文堂」の主人。俳句を詠んだ際に明文（あきふみ）という名が判明したが、これが本名なのか俳号なのかは不明。
伸恵が一時アルバイトしていたファミリーレストランの常連客として姿を見せたのが初登場。美羽から執拗な嫌がらせを受けて憤慨した伸恵と、それに反撃した美羽の暴走の巻き添えに遭ってしまう（以来そのレストランには二度と来店しなくなった）。原作ではこの話にしか登場しないが、アニメではその後もたびたび姿を見せる。しかし、銭湯でゆったり浸かっていると美羽の騒ぎ声に邪魔される、見ようとしていたテレビ番組が突然無期限延期になってしまうなど、総じて酷い扱いを受けることが多い。
紺野 愛子（こんの あいこ）
声 - 福圓美里
伸恵の親友で、クラスメート。席も隣同士で、昼食を一緒に食べたりするなど、伸恵の学校生活ではほぼ毎回登場する。アニメでは伸恵の設定が短大生に変更されたため大幅に出番がカットされてしまい、アルバイトの同僚としてしか登場しない。（ただし、第二期OVA二巻では伸恵の携帯のメールで名前のみ登場）
なお、「紺野」の姓はアニメ版オリジナルの設定であり、原作コミック中では姓が不明である。
伊藤 高文（いとう たかふみ）
不定期掲載だった頃の、ごく初期の2話（単行本未収録）のみに登場した伸恵と千佳の兄で、18歳の学生。登校しておらず、常に自宅にいる。単行本収録以降の話では存在そのものがなかったことにされているが、周りから酷い扱いを受ける役割は、笹塚に引き継がれた。また、単行本に収録されてからの話でも、細身・眼鏡・無精ヒゲという彼と同じ外見の人物は、何度か姿を見せている。ちなみにこの他にも没となった女の子キャラが二人存在しており、ばらスィーの同人誌の表紙のみでその姿が見られる。

## 書誌情報
- ばらスィー 『苺ましまろ』 メディアワークス→アスキー・メディアワークス→KADOKAWA〈電撃コミックス〉、既刊9巻（2023年2月27日現在）
  1. 2003年1月27日発売、ISBN 4-8402-2292-4
  2. 2003年7月26日発売、ISBN 4-8402-2445-5
  3. 2004年3月27日発売、ISBN 4-8402-2623-7
  4. 2005年5月27日発売、ISBN 4-8402-2981-3
  5. 2007年4月27日発売、ISBN 978-4-8402-3872-4
  6. 2009年2月27日発売、ISBN 978-4-04-867634-2
  7. 2013年3月27日発売、ISBN 978-4-04-891453-6
  8. 2017年11月27日発売、ISBN 978-4-04-893394-0
  9. 2023年2月27日発売、ISBN 978-4-04-9147742

## アニメ
テレビアニメ
2005年7月15日から10月14日までTBSで、同年8月5日から10月28日までBS-iで放送された。全12話。作品自体は16:9のハイビジョンサイズで製作されているが、TBSでは画面の左右を切って4:3のスタンダードサイズにして放送された。
演出の特徴として、原作にある独特の間をあらわすために、音楽を少なくして声優の演技や効果音を前面に打ち出している。
OVA第1期
2007年2月23日から4月25日にかけて制作／発売された。全3話。
OVA第2期
2009年1月23日から3月25日にかけて制作／発売された。全2話。

### スタッフ

#### テレビアニメ
- 監督・構成 - 佐藤卓哉
- キャラクターデザイン・総作画監督 - 坂井久太
- メカニックデザイン・小物デザイン - 渡辺義弘
- 美術監督・美術設定・美術 - 大野広司
- 色彩設計 - 馬庭由佳
- 編集・総撮影監督 - 田中恒嗣
- 撮影監督 - 佐々木正典、樋口哲治
- 音響監督 - 明田川仁
- 音楽 - 渡辺剛
- プロデューサー - 関戸雄一、梅澤淳、後藤秀樹、金庭こず恵、源生哲雄
- アニメーションプロデューサー - 安西武、西岡大輔
- アニメーション制作 - 童夢
- 製作協力 - ジェネオンエンタテインメント、メディアワークス、ジェネオンエンタテインメント（U.S.A）、ムービック
- 製作 - 苺ましまろパートナーズ、TBS

#### OVA
|                                 | 第1期                     | 第2期                      |
| ------------------------------- | ------------------------- | -------------------------- |
| 監督・構成                      | 佐藤卓哉                  | 佐藤卓哉                   |
| キャラクターデザイン 総作画監督 | 坂井久太                  | 坂井久太                   |
| プロップデザイン                | 渡辺義弘                  | 渡辺義弘                   |
| 美術監督・美術設定              | 大野広司                  | 大野広司                   |
| 色彩設計                        | 馬庭由佳                  | 馬庭由佳                   |
| 編集・撮影監督                  | 田中恒嗣                  | 田中恒嗣                   |
| 音響監督                        | 明田川仁                  | 明田川仁                   |
| 音楽                            | 渡辺剛                    | 渡辺剛                     |
| プロデューサー                  | 梅澤淳 金庭こず恵         | 梅澤淳 金庭こず恵          |
| プロデューサー                  | 関戸雄一                  | 宮川みちよ                 |
| アニメーションプロデューサー    | 安西武 西岡大輔           | 安西武 西岡大輔            |
| アニメーション制作              | 童夢                      | 童夢                       |
| 製作                            | 苺ましまろOVAパートナーズ | 苺ましまろOVA2パートナーズ |

### 主題歌
|                    | 曲名                 | 歌                                                                                                   | 作詞               | 作曲               | 編曲               |
| オープニングテーマ | オープニングテーマ   | オープニングテーマ                                                                                   | オープニングテーマ | オープニングテーマ | オープニングテーマ |
| ------------------ | -------------------- | --- | ------------------ | ------------------ | ------------------ |
| テレビアニメ       | いちごコンプリート   | - 千佳（千葉紗子） - 美羽（折笠富美子） - 茉莉（川澄綾子） - アナ（能登麻美子）                      | くまのきよみ       | 渡辺剛             | 渡辺剛             |
| OVA第1期           | あっかん berry berry | - 伸恵（生天目仁美） - 千佳（千葉紗子） - 美羽（折笠富美子） - 茉莉（川澄綾子） - アナ（能登麻美子） | くまのきよみ       | 渡辺剛             | 渡辺剛             |
| OVA第2期           | 苺すぷらっしゅ       | - 伸恵（生天目仁美） - 千佳（千葉紗子） - 美羽（折笠富美子） - 茉莉（川澄綾子） - アナ（能登麻美子） | くまのきよみ       | 渡辺剛             | 渡辺剛             |
| エンディングテーマ |                      | |                    |                    |                    |
| テレビアニメ       | クラス・メイト       | 折笠富美子                                                                                           | くまのきよみ       | 上野洋子           | 上野洋子           |
| OVA第1期           | 夕待ちの風           | 折笠富美子                                                                                           | くまのきよみ       | 上野洋子           | 上野洋子           |
| OVA第2期           | ずっと、ずっと       | 折笠富美子                                                                                           | くまのきよみ       | 渡辺剛             | 渡辺剛             |

### 各話リスト
| 話数 | サブタイトル | 脚本       | 絵コンテ        | 演出           | 作画監督          | 初放送日       |
| ---- | ------------ | ---------- | --------------- | -------------- | ----------------- | -------------- |
| 1    | バースディ   | 佐藤卓哉   | 佐藤卓哉        | おざわかずひろ | 越智信次          | 2005年 7月15日 |
| 2    | アナ         | 横手美智子 | 神戸守          | 神戸守         | 阿部達也          | 7月22日        |
| 3    | 家庭訪問     | 花田十輝   | あべたつや      | 米田光宏       | 大河原晴男        | 7月29日        |
| 4    | アルバイト   | 花田十輝   | 池端隆史        | 三芳宏之       | 立田眞一          | 8月19日        |
| 5    | そいね       | 平見瞠     | 佐藤竜雄        | 太田雅彦       | 清丸悟            | 8月26日        |
| 6    | 真夏日       | 横手美智子 | 神戸守          | 神戸守         | 阿部達也          | 9月2日         |
| 7    | 海水浴       | 花田十輝   | 米田光宏        | 米田光宏       | 大河原晴男        | 9月9日         |
| 8    | お祭り       | 平見瞠     | おざわかずひろ  | おざわかずひろ | 阿部達也          | 9月16日        |
| 9    | 育ちざかり   | 花田十輝   | おざわかずひろ  | 楠本巨樹       | 柳瀬譲二          | 9月23日        |
| 10   | 花           | 横手美智子 | 池端隆史        | 太田雅彦       | 清丸悟            | 9月30日        |
| 11   | 初雪         | 花田十輝   | 神戸守          | 神戸守         | 越智信次 坂井久太 | 10月6日        |
| 12   | プレゼント   | 平見瞠     | 佐藤卓哉 神戸守 | おざわかずひろ | 坂井久太          | 10月14日       |

| 話数                                         | サブタイトル                                 | 脚本                                         | 絵コンテ                                     | 演出                                         | 作画監督                                                              | 発売日                                       |                                              |                                              |                                              |                                              |                                              |                                              |                                              |                                              |                                              |                                              |                                              |                                              |                                              |                                              |                                              |                                              |                                              |                                              |
| 第1期『苺ましまろ Original Video Animation』 | 第1期『苺ましまろ Original Video Animation』 | 第1期『苺ましまろ Original Video Animation』 | 第1期『苺ましまろ Original Video Animation』 | 第1期『苺ましまろ Original Video Animation』 | 第1期『苺ましまろ Original Video Animation』                          | 第1期『苺ましまろ Original Video Animation』 | 第1期『苺ましまろ Original Video Animation』 | 第1期『苺ましまろ Original Video Animation』 | 第1期『苺ましまろ Original Video Animation』 | 第1期『苺ましまろ Original Video Animation』 | 第1期『苺ましまろ Original Video Animation』 | 第1期『苺ましまろ Original Video Animation』 | 第1期『苺ましまろ Original Video Animation』 | 第1期『苺ましまろ Original Video Animation』 | 第1期『苺ましまろ Original Video Animation』 | 第1期『苺ましまろ Original Video Animation』 | 第1期『苺ましまろ Original Video Animation』 | 第1期『苺ましまろ Original Video Animation』 | 第1期『苺ましまろ Original Video Animation』 | 第1期『苺ましまろ Original Video Animation』 | 第1期『苺ましまろ Original Video Animation』 | 第1期『苺ましまろ Original Video Animation』 | 第1期『苺ましまろ Original Video Animation』 | 第1期『苺ましまろ Original Video Animation』 |
| -------------------------------------------- | -------------------------------------------- | -------------------------------------------- | -------------------------------------------- | -------------------------------------------- | --------------------------------------------------------------------- | -------------------------------------------- | -------------------------------------------- | -------------------------------------------- | -------------------------------------------- | -------------------------------------------- | -------------------------------------------- | -------------------------------------------- | -------------------------------------------- | -------------------------------------------- | -------------------------------------------- | -------------------------------------------- | -------------------------------------------- | -------------------------------------------- | -------------------------------------------- | -------------------------------------------- | -------------------------------------------- | -------------------------------------------- | -------------------------------------------- | -------------------------------------------- |
| 1                                            | けしき                                       | 花田十輝                                     | 池端隆史                                     | おざわかずひろ                               | 大隈孝晴                                                              | 2007年 2月23日                               |                                              |                                              |                                              |                                              |                                              |                                              |                                              |                                              |                                              |                                              |                                              |                                              |                                              |                                              |                                              |                                              |                                              |                                              |
| 2                                            | いつも。                                     | 平見瞠                                       | 大畑清隆                                     | おざわかずひろ                               | 越智信次 定井秀樹                                                     | 3月28日                                      |                                              |                                              |                                              |                                              |                                              |                                              |                                              |                                              |                                              |                                              |                                              |                                              |                                              |                                              |                                              |                                              |                                              |                                              |
| 3                                            | まいにち。                                   | 佐藤卓哉                                     | おざわかずひろ                               | おざわかずひろ                               | 越智信次 清丸悟 渡辺義弘 高柳佳幸                                     | 4月25日                                      |                                              |                                              |                                              |                                              |                                              |                                              |                                              |                                              |                                              |                                              |                                              |                                              |                                              |                                              |                                              |                                              |                                              |                                              |
| 第2期『苺ましまろ encore』                   |                                              |                                              |                                              |                                              |                                                                       |                                              |                                              |                                              |                                              |                                              |                                              |                                              |                                              |                                              |                                              |                                              |                                              |                                              |                                              |                                              |                                              |                                              |                                              |                                              |
| 4                                            | こんにちは                                   | 横手美智子                                   | 佐藤卓哉                                     | 太田雅彦                                     | 坂井久太                                                              | 2009年 1月23日                               |                                              |                                              |                                              |                                              |                                              |                                              |                                              |                                              |                                              |                                              |                                              |                                              |                                              |                                              |                                              |                                              |                                              |                                              |
| 5                                            | またあした                                   | 佐藤卓哉                                     | 佐藤卓哉                                     | おざわかずひろ                               | 坂井久太 清丸悟 さとう陽 高木晴美 大隈孝晴 佐藤利幸 江上夏樹 沼田誠也 | 3月25日                                      |                                              |                                              |                                              |                                              |                                              |                                              |                                              |                                              |                                              |                                              |                                              |                                              |                                              |                                              |                                              |                                              |                                              |                                              |

### 放送局
| 放送地域   | 放送局         | 放送期間                  | 放送日時                                   | 放送系列       | 備考             |
| ---------- | -------------- | ------------------------- | ------------------------------------------ | -------------- | ---------------- |
| 関東広域圏 | 東京放送       | 2005年7月15日 - 10月14日  | 金曜 1:55 - 2:25（木曜深夜）               | TBS系列        | 製作局           |
| 日本全域   | BS-i           | 2005年8月5日 - 10月28日   | 金曜 1:00 - 1:30（木曜深夜）               | TBS系列 BS放送 |                  |
| 日本全域   | TBSチャンネル2 | 2013年12月12日 - 12月19日 | 火曜 - 土曜 1:00 - 2:00（月曜 - 金曜深夜） | TBS系列 CS放送 | 2話連続放送      |
| 日本全域   | AT-X           | 2017年9月19日 - 12月5日   | 火曜 23:00 - 23:30                         | CS放送         | リピート放送あり |

| TBS 金曜1:55 - 2:25（木曜深夜）枠 | TBS 金曜1:55 - 2:25（木曜深夜）枠 | TBS 金曜1:55 - 2:25（木曜深夜）枠 |
| 前番組                            | 番組名                            | 次番組                            |
| --------------------------------- | --------------------------------- | --------------------------------- |
| ああっ女神さまっ                  | 苺ましまろ                        | ローゼンメイデン トロイメント     |

### 映像商品
| 巻数                                            | 発売日                | 収録内容                                     | 品番                  | 品番                  |
| 巻数                                            | 発売日                | 収録内容                                     | 初回版                | 通常版                |
| 苺ましまろ プロローグ                           | 苺ましまろ プロローグ | 苺ましまろ プロローグ                        | 苺ましまろ プロローグ | 苺ましまろ プロローグ |
| ----------------------------------------------- | --------------------- | -------------------------------------------- | --------------------- | --------------------- |
| N/A                                             | 2005年6月8日          | - 新作アニメ映像 - 声優対談映像 - OP主題歌PV | GNBA-1099             | N/A                   |
| テレビアニメ                                    |                       |                                              |                       |                       |
| 1                                               | 2005年9月22日         | 第1話 - 第2話                                | GNBA-1100             | GNBA-1101             |
| 2                                               | 2005年10月21日        | 第3話 - 第4話                                | N/A                   | GNBA-1102             |
| 3                                               | 2005年11月25日        | 第5話 - 第6話                                | N/A                   | GNBA-1103             |
| 4                                               | 2005年12月22日        | 第7話 - 第8話                                | GNBA-1107             | GNBA-1104             |
| 5                                               | 2006年1月25日         | 第9話 - 第10話                               | N/A                   | GNBA-1105             |
| 6                                               | 2006年2月24日         | 第11話 - 第12話                              | N/A                   | GNBA-1106             |
| OVA第1期『苺ましまろ Original Video Animation』 |                       |                                              |                       |                       |
| 1                                               | 2007年2月23日         | 第1話「けしき。」                            | GNBA-1211             | GNBA-1214             |
| 2                                               | 2007年3月28日         | 第2話「いつも。」                            | GNBA-1212             | GNBA-1215             |
| 3                                               | 2007年4月25日         | 第3話「まいにち。」                          | GNBA-1213             | GNBA-1216             |
| OVA第2期『苺ましまろ encore』                   |                       |                                              |                       |                       |
| 1                                               | 2009年1月23日         | 第1話「こんにちは」                          | GNBA-1370             | GNBA-1371             |
| 2                                               | 2009年3月25日         | 第2話「またあした」                          | GNBA-1372             | GNBA-1373             |

| 商品名                          | 発売日         | 収録内容                        | 品番      |
| ------------------------------- | -------------- | ------------------------------- | --------- |
| RRS「苺ましまろ」TV-BOX         | 2008年11月21日 | テレビアニメ全12話              | GNBA-5079 |
| 苺ましまろ                      | 2011年1月26日  | テレビアニメ全12話              | GNBA-5096 |
| 苺ましまろ OVA                  | 2011年9月22日  | OVA第1期全3話                   | GNBA-5079 |
| 苺ましまろ OVA DVD_SET          | 2012年12月21日 | OVA第1期全3話                   | GNBA-5147 |
| 「苺ましまろ」TV DVD_SET        | 2012年12月21日 | テレビアニメ全12話              | GNBA-5148 |
| 苺ましまろ Blu-ray Complete BOX | 2015年11月26日 | - テレビアニメ全12話 - OVA全5話 | GNXA-1157 |

### 音声商品
| 巻数                       | 発売日         | 品番      |
| Chara-CD                   | Chara-CD       | Chara-CD  |
| -------------------------- | -------------- | --------- |
| 1「千佳」                  | 2005年3月9日   | GNCA-0009 |
| 2「茉莉」                  | 2005年4月6日   | GNCA-0010 |
| 3「アナ」                  | 2005年5月11日  | GNCA-0011 |
| 4「美羽」                  | 2005年6月8日   | GNCA-0012 |
| オリジナルサウンドトラック |                |           |
| N/A                        | 2005年9月22日  | GNCA-1035 |
| ドラマCD                   |                |           |
| 1                          | 2005年7月22日  | FCCM-0072 |
| 2                          | 2005年8月24日  | FCCM-0073 |
| 3                          | 2005年9月22日  | FCCM-0074 |
| 4                          | 2006年7月21日  | FCCM-0109 |
| 5                          | 2006年8月25日  | FCCM-0110 |
| Toy-CD                     |                |           |
| 1                          | 2005年8月24日  | GNCA-1036 |
| 2                          | 2005年10月26日 | GNCA-1037 |
| キャラクターソングアルバム |                |           |
| N/A                        | 2006年3月29日  | GNCA-1082 |
| 苺ましまろ OVA Sweet-CD    |                |           |
| 1                          | 2007年2月23日  | GNCA-1118 |
| 2                          | 2007年4月25日  | GNCA-1119 |

## ゲーム
2005年8月11日に、PlayStation 2用ゲームソフトがメディアワークスから発売された。CEROレーティング・全年齢対象。
ゲームでは、伸恵の幼なじみで東京から浜松へ帰省してきた大学2年生の男子を主人公として5人のヒロインたちとの交流を描くシナリオとなっている。

### 関連書籍
- 苺ましまろ ざ・こんぷり〜とがいど（2005年8月27日発売）ISBN 978-4-8402-3188-6

## ラジオ

### 苺ましまろ情報局
週刊アニメプレス内で放送。全10回。
- パーソナリティ：生天目仁美
- ゲスト：千葉紗子（第3・4回）、能登麻美子（第5・6回）、折笠富美子（第7・8回）、川澄綾子（第9・10回）

## 苺ましまろと洋楽
原作者が洋楽好きであるため、洋楽に関するものが作中に多数盛り込まれている。特に1990年代以降の音楽を好む傾向が見受けられ、Aphex Twin、Squarepusher、Super Furry Animalasなどの関連単語は何度も登場する。
また、音楽雑誌FADER vol.11ではエイフェックスツインをモチーフにした1ページ漫画を描き下ろしている。この時、千佳が聴いているのはRichard D. James Album収録の4という曲である。擬音で表すと本当に1コマ目のようになる。
ジョン（茉莉のペット）
Red Hot Chili Peppersのギタリスト、John Fruscianteから。
フルシアンテ（アナのペット）
Red Hot Chili Peppersのギタリスト、John Fruscianteから。
リチャード、ジェームス（千佳のペット（アニメ版のみ））
Richard D. Jamesから。
KID A（episode.4、美羽の服）
Radioheadの4thアルバムから。
LOVERS ROCK（episode.4、伸恵の服）
Sadeのアルバムから。
HIGH DRY（episode.5、千佳の服）
Radioheadの2ndアルバム内の一曲High and Dryから。
AFX（episode.5とepisode.6間の描き下ろし）
PAPP（episode.6、千佳の帽子）
Julius Pappから。
Aussois Drukqs（episode.9、タイトルページの千佳の服）
Aphex TwinのアルバムDrukqsとその中の一曲Aussoisから。
RED, HOT, PEPPERS（episoce.10、茉莉の服）
Red Hot Chili Peppersから。
Hail To The Thief（単行本Volume2裏表紙の伸恵の傘）
Radioheadの6thアルバムから。
episode.12、アナの部屋の写真
RadioheadのボーカルThom York、Gorrilaz、Travisから。
AFX237V7（episode.13、タイトルページの車のナンバー）
Aphex TwinのアルバムDrukqsの一曲Afx237 V7から。
u-Ziq（episode.13、伸恵の服）
Come on My Selector（episode.14、伸恵の服）
SquarepusherのアルバムBig Loadaの一曲。
♪くろいーひとみーの天使たちーぼくといっしょに泳いーだら（episode.15、茉莉の歌）
RadioheadのPyramid Songの一節"black-eyed angels swam with me"から。
RINGS AROUND THE MOON（episode.16、タイトルページのアナの傘）
The Bee GeesのマキシシングルAloneの一曲。
SFA（episode.16、千佳の服）
Super Furry Animalsの略称。また、4巻カラーページの茉莉の下に敷いてあるタオルケットにはRing! Ring! Rings Around The World、Hello Sunshine、Slow Life（いずれもSFAの歌詞、または曲）、mwngのジャケットが描かれている。
oasis（episode.17、タイトルページの美羽の服）
Oasisから。
18（episode.17、タイトルページの茉莉の服）
Mobyのアルバムから。
SFA（episode.18、千佳の服）
Mobyのアルバムから。
Coldplay（episode.19、美羽の服）
Coldplayから。
REGURGITATOR（episode.21、美羽の服）
HARD NORMAL DADDY（episode.23、伸恵の服）
Squarepusherのシングルから。
Rephlex（episode.23、千佳の服）
イギリスのレコードレーベルRephlex Recordsから。
Corm（episode.24、美羽の服）
Sigur Ros(episode.29　伸恵の部屋の壁紙)
アルバムAgaetis Byrjun　のジャケット
PLAY（episode.29、美羽の服）
Mobyの2ndアルバムから。
12 MEMORIES（episode.30、タイトルページの美羽のかばん）
Travisの4thアルバムから。
SFA（episode.30、千佳の服）
Travisの4thアルバムから。
Kish Kash（episode.31、伸恵の服）
ベースメント・ジャックスの3rdアルバムから。
OUT KAST（episode.41、美羽の服）
アウトキャスト - アメリカのヒップホップユニットから。
Nine Inch Nails（episode.45、伸恵の服）
ナイン・インチ・ネイルズ - トレント・レズナーによるインダストリアル・メタルバンド。
COMMON（episode.46、タイトルページの美羽の服）
コモン - 多芸な作風で知られるヒップホップアーティストから。
Jeff Mills（episode.46、伸恵の服）
ジェフ・ミルズ - 世界的に有名なテクノDJから。
Black Eyed Peas（episode.48、タイトルページの伸恵の服）
ブラック・アイド・ピーズ - ヒップホップ・ユニット。伸恵が着ているTシャツのデザインはアルバムElephunkのジャケット。
また、4巻の質問コーナーでもBlack Eyed Peasと書かれたTシャツを着ている。
Matisyahu（episode.50、千佳の聴いているCD）
マティスヤフ（レゲエ・アーティスト）のLive at Stubb'sというアルバムを手にしているのが分かる。
Fugees（5巻、P.67、千佳の服）
フージーズ - ヒップホップグループ。
Arctic Monkeys（5巻、P.68、美羽の帽子）
アークティック・モンキーズ - 英国出身の4人組ロックバンド。靴下に文字が切れているが、Whatever People Say I Am, That's What I'm Not（彼らの1stアルバム）と書かれている。
The Police（5巻、P.129、アナの鞄）
ポリス - 1970年代後半から1980年代半ばに活躍したイギリスの3ピースバンド。
Underworld、Moby、Aphex Twin（1巻カラーページ、美羽の部屋のポスター）
アンダーワールドのA Hundred Days Off、モービーの18、エイフェックス・ツインのWindowlickerのジャケット。
Basement Jaxx（episode.31、茉莉家の玄関の額縁）
ベースメント・ジャックスの2ndアルバムRootyのジャケット。
この他にも、部屋に貼っているポスターなどにアルバムジャケットなどが使われることが多い。